# Mac OS X 10.1
Mac OS X 10.1 (кодова назва Puma — пума) — другий великий випуск Mac OS X, користувацької та серверної операційної системи від Apple. Він замінив Mac OS X 10.0; передував Mac OS X 10.2. Версія 10.1 була представлена 25 вересня 2001 року як безкоштовне оновлення для версії 10.0. Починаючи з версії 10.1.2, Apple зробила Mac OS X операційною системою за умовчанням на всіх нових Mac'ах.
Операційна система була розповсюджена безкоштовно співробітниками Apple після виступу Стіва Джобса на Сейболдскій прес-конференції у Сан-Франциско. Згодом вона стала доступною для користувачів Macintosh у Apple Store та інших магазинах, що розповсюджували продукцію Apple. Операційна система була сприйнята краще, ніж Mac OS X 10.0, незважаючи на критику щодо малофункціональності та великої кількості баґів.

## Системні вимоги
- Доступні комп'ютери — Power Mac G3, G4, G4 Cube, iMac G3, DV, eMac, PowerBook або iBook[2]
- Необхідна оперативна пам'ять — 128 мегабайт[2] (MB) (за неофіційними даними, 64 MB)
- Вільне місце на жорсткому диску — 1.5 гігабайт[2] (GB)

## Можливості
Apple запропонувала багато можливостей, недоступних у попередніх версіях, а також була покращена продуктивність.
Цей випуск містив кілька нових великих можливостей платформи Mac OS X:
- Покращення продуктивності — Mac OS X v10.1 запропонувала значне покращення продуктивності всієї системи в цілому
- Зручніший запис CD та DVD — покращена підтримка в Finder та iTunes
- Підтримка програвання DVD — DVD можна програвати в Apple DVD Player
- Підтримка більшого числа принтерів (200 у стандартній поставці) — Однією з найчастіших скарг користувачів версії 10.0 була нестача драйверів для принтерів, тож Apple спробувала вирішити цю проблему включенням більшої кількості драйверів, проте, скарги на їх нестачу не припинилися.
- Швидке відтворення 3D-графіки (OpenGL став працювати на 20 % швидше) — Драйвери OpenGL та обробка графіки були значно поліпшені у цій версії Mac OS X, що створило значну прірву між тривимірністю в інтерфейсі та 3D-програмах.
- Упровадження AppleScript — інтерфейс скриптового програмування тепер надає доступ до багатьох системних компонентів, таких як Printer Center або Terminal, що поліпшило персоналізацію інтерфейсу. Крім цього, Apple випустила AppleScript Studio, що дозволяла користувачам створювати повноцінні програми на AppleScript із простим графічним інтерфейсом.
- ColorSync 4.0 — система керування кольором та API
- Image Capture — для прийому зображень із цифрових камер та сканерів

## Критика
Незважаючи на більшу продуктивність версії 10.1 у порівнянні з її попередницею, вона отримала свою частку критики.
- Продуктивність системи — Попри те, що у версії 10.1 продуктивність системи була значно покращена, багатьом її досі було недостатньо для того, щоб зробити Mac OS X своєю основною операційною системою.
- Мілке оновлення — У той час як версія 10.1 мала значні успіхи, багато користувачів критикувало відмінності між версіями 10.0 та 10.1, вважаючи їх несуттєвими. Можна сказати, що інтерфейс користувача в цілому не змінився, залишилися й серйозні помилки, деякі з них викликали відмову системи.

### Mac OS X v10.1 як основна операційна система
Критики вказували на недоопрацьованість Mac OS X щодо надійності та функціональності та неможливість її застосування як основної операційної системи в реальних умовах. Вони вважали вагомим аргументом на свою користь встановлення Apple на нових комп'ютерах Mac OS 9 як операційної системи за умовчанням. Але із виходом версії 10.1.2 Apple перейшла до використання за умовчанням Mac OS X.

## Історія версій
| Версія | Збірка | Дата                   | Ім'я ОС      | Примітки                                                                                           |
| ------ | ------ | ---------------------- | ------------ | -------------------------------------------------------------------------------------------------- |
| 10.1   | 5G64   | 25 вересня 2001 року   | Darwin 1.4.1 | Оригінальний роздрібний CD-ROM випуск; релізи 5L14 та 5L17b доступні після деяких оновлень безпеки |
| 10.1.1 | 5M28   | 12 листопада 2001 року | Darwin 5.1   | en: Mac OS X, оновлення 10.1.1: інформація та завантаження                                         |
| 10.1.2 | 5P48   | 21 грудня 2001 року    | Darwin 5.2   | en: Mac OS X, оновлення 10.1.2: інформація та завантаження                                         |
| 10.1.3 | 5Q45   | 19 лютого 2002 року    | Darwin 5.3   | en: Mac OS X, оновлення 10.1.3: інформація та завантаження                                         |
| 10.1.4 | 5Q125  | 17 квітня 2002 року    | Darwin 5.4   | en: Mac OS X, оновлення 10.1.4: інформація та завантаження                                         |
| 10.1.5 | 5S60   | 5 червня 2002 року     | Darwin 5.5   | en: Mac OS X, оновлення 10.1.5: інформація та завантаження; 5S66 після оновлення по мережі         |

## Хронологія
| Хронологія операційних систем Macintosh |
| --------------------------------------- |
|                                         |